# 28 Pucka Eskadra Lotnicza
28 Pucka Eskadra Lotnicza – eskadra lotnictwa Marynarki Wojennej. Rozformowana z końcem 2010 roku.

## Historia
1 stycznia 2003 roku 1 Pucki Dywizjon Lotniczy przeformowano w 28 Eskadrę Lotniczą. Eskadrę przyporządkowano Gdyńskiej Brygadzie Lotnictwa Marynarki Wojennej. Eskadra nie używała już jednak samolotów odrzutowych MiG-21, wycofanych 21 stycznia 2003 roku.
31 marca 2009 roku na lotnisku Gdynia-Babie Doły podczas podchodzenia do lądowania rozbił się samolot An-28 z 28 eskadry. W wypadku zginęła cała, czteroosobowa załoga (kmdr por. pil. Roman Berski, kmdr ppor. pil. Marek Sztabiński, kpt. pil. Przemysław Dudzik i st. chor. szt. Ireneusz Rajewski).
Z dniem 31 grudnia 2010 roku eskadra została rozformowana, a cały personel i sprzęt przeszedł do nowo utworzonej 43 Bazy Lotnictwa Morskiego.
Jedynym dowódcą 28 Puckiej Eskadry Lotniczej był kmdr por. pil. Roman Tański.

## Tradycje

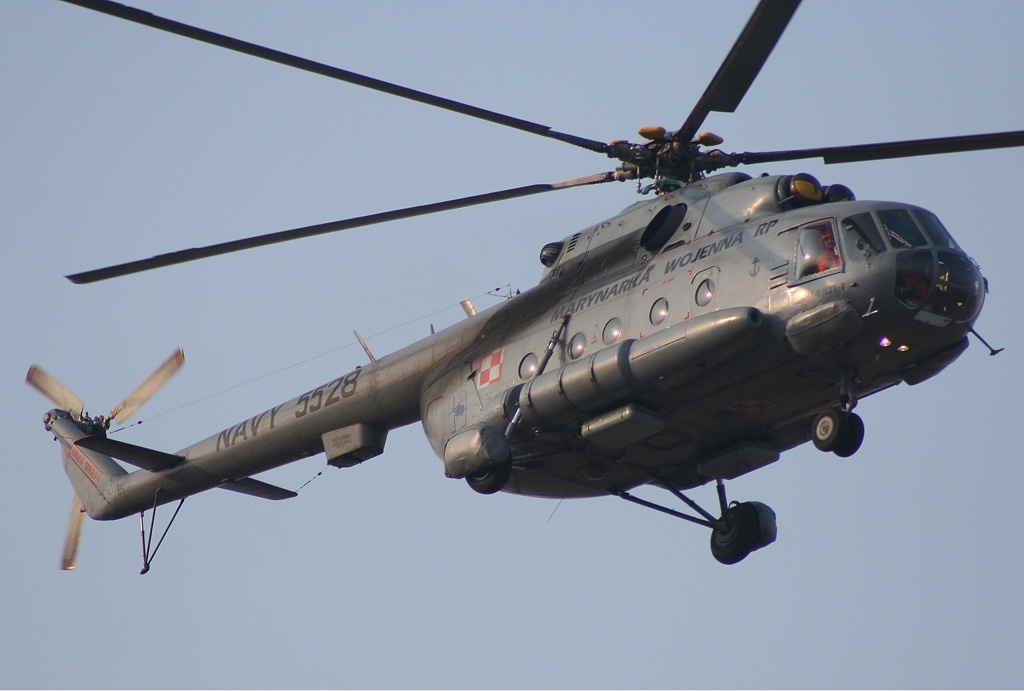
Mi-8MTV z 28 Puckiej Eskadry Lotniczej (nr takt. 5528)

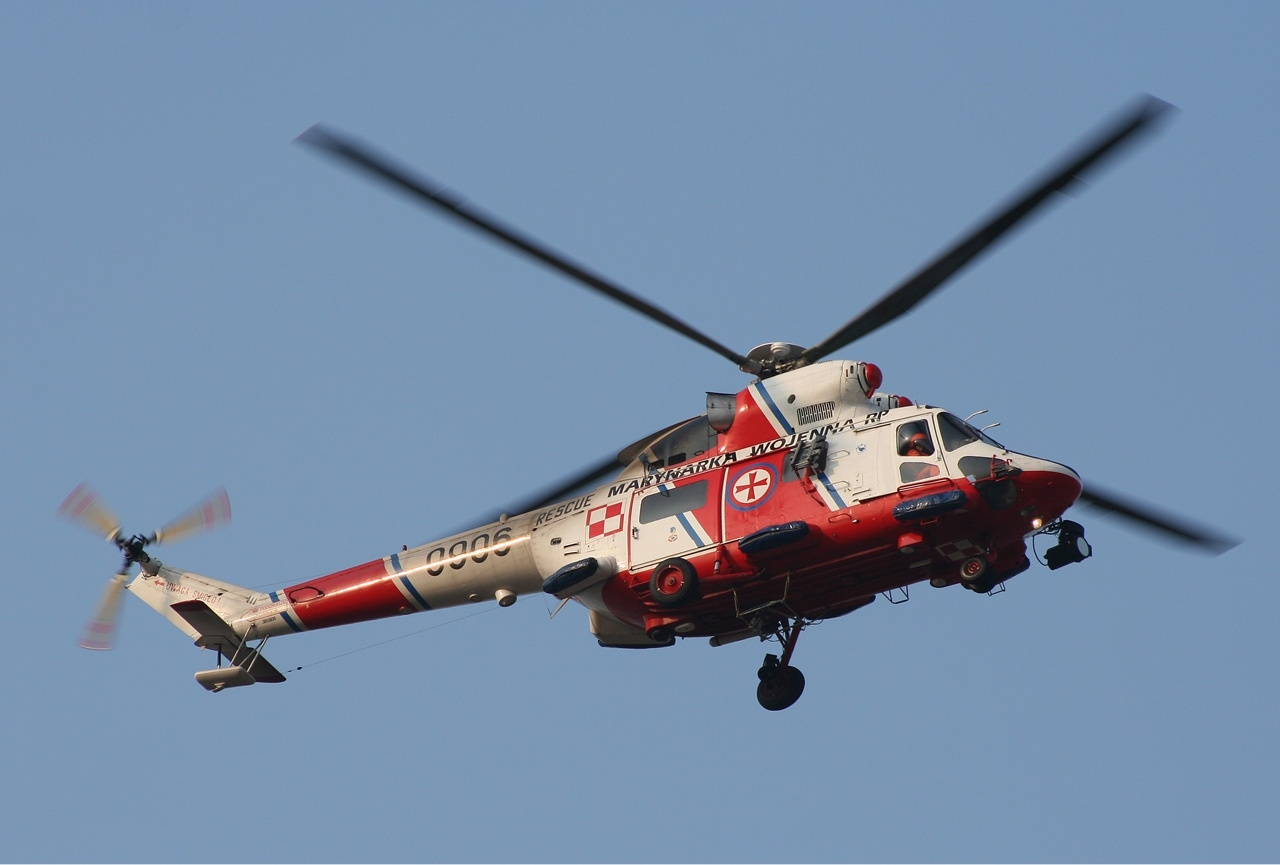
W-3RM Anakonda z 28 Puckiej Eskadry Lotniczej (nr takt. 0906)

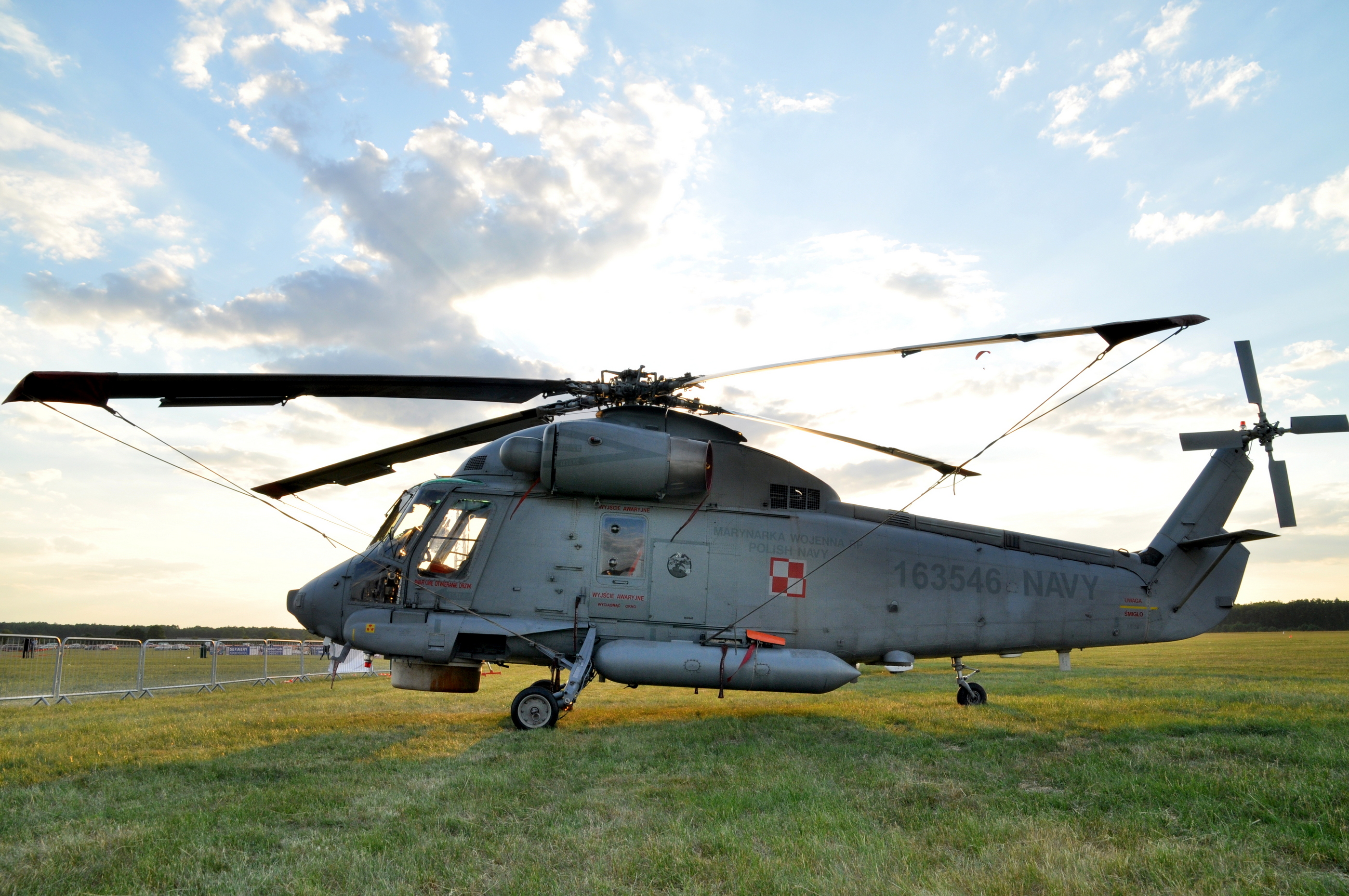
Kaman SH-2G Super Seasprite (nr takt. 3546)

28 Pucka Eskadra Lotnicza zgodnie z decyzją Ministra Obrony Narodowej nr 90/MON/PSSS z 7 kwietnia 2005 stała się kontynuatorką tradycji następujących jednostek:
- Morski Dywizjon Lotniczy
- 34 Pułk Lotnictwa Myśliwskiego
- 1 Pucki Dywizjon Lotniczy

Na podstawie tej samej decyzji 28 eskadra przejęła sztandar 1 dywizjonu lotniczego, nazwę wyróżniającą "Pucka", imię patrona kmdr por. pil. Edwarda Szystowskiego oraz datę dorocznego święta jednostki.

## Struktura i wyposażenie

### Klucz samolotów transportowych
- 2 samoloty transportowe An-28B 1TD (numery taktyczne: 1117 i 1118)
- 1 samolot An-28 2RF (numer taktyczny: 1007; samolot rozbity w katastrofie 31 marca 2009)

### Klucz śmigłowców transportowych
- 2 śmigłowce transportowe PZL W-3T Sokół (numery taktyczne: 0209 i 0304)
- 1 śmigłowiec dowodzenia Mi-2D (numer taktyczny: 5245)
- 1 śmigłowiec transportowy Mi-8MTV (numer taktyczny: 5528)
- 1 śmigłowiec transportowy Mi-17 (numer taktyczny: 0608)[3]

### Klucz śmigłowców pokładowych
- 4 śmigłowce pokładowe Kaman SH-2G Super Seasprite (numery taktyczne: 3543, 3544, 3545, 3546)

### Klucz śmigłowców ratowniczych
- 2 śmigłowce ratownicze W-3RM Anakonda (numery taktyczne: 0511 i 0513)
- 3 śmigłowce ratownicze W-3WARM Anakonda (numery taktyczne: 0813, 0815 i 0906)